# Episodi di Alpha House (prima stagione)
La prima stagione della serie televisiva Alpha House è stata trasmessa in anteprima negli Stati Uniti d'America da Prime Video tra il 19 aprile 2013 e il 10 gennaio 2014.
La stagione è inedita in Italia.
| nº | Titolo originale | Titolo italiano | Prima TV USA     | Prima TV Italia |
| -- | ---------------- | --------------- | ---------------- | --------------- |
| 1  | Pilot            |                 | 19 aprile 2013   |                 |
| 2  | No Shame         |                 | 15 novembre 2013 |                 |
| 3  | All Weapons Red  |                 | 15 novembre 2013 |                 |
| 4  | Triggers         |                 | 22 novembre 2013 |                 |
| 5  | Hippo Issues     |                 | 29 novembre 2013 |                 |
| 6  | Zingers          |                 | 6 dicembre 2013  |                 |
| 7  | Prayer Brunch    |                 | 13 dicembre 2013 |                 |
| 8  | Ruby Shoals      |                 | 20 dicembre 2013 |                 |
| 9  | The Rebuttal     |                 | 27 dicembre 2013 |                 |
| 10 | Showgirls        |                 | 3 gennaio 2014   |                 |
| 11 | In the Saddle    |                 | 10 gennaio 2014  |                 |